# Sportzentrum Oberaue
Das Sportzentrum Oberaue (Universitätssportzentrum) ist eine ab 1893 erbaute Sportanlage im Volkspark Oberaue in Jena. Eigentümer ist seit 1914 die Universität Jena, Betreiber der Universitätssportverein Jena.
Das Sportzentrum Oberaue ist nicht identisch mit dem Sportkomplex Oberaue, der sich zwischen dem Ernst-Abbe-Sportfeld, dem Schleichersee und der Straßenbahnstrecke am Südrand der Oberaue erstreckt und von der Stadt Jena betrieben wird. Beide Begriffe werden jedoch häufig für das jeweils andere Objekt verwendet.

## Geschichte

### Von den Anfängen bis zum Zweiten Weltkrieg
Im Sommer 1893 gründeten Jenaer Bürger eine Genossenschaft („Spielplatzbau-Verein e.G. m.b.H.“), um die Einrichtung dauerhafter Sportanlagen in der rasch wachsenden Stadt zu fördern. Bisher fanden insbesondere Ballspiele in Jena nur auf provisorisch hergerichteten Flächen statt. Bis 1913 erwarb diese Genossenschaft Wiesenflächen in der Größe von acht Hektar, 37 a und 33 m² in der Oberaue, die interessierten Sportgruppen, -vereinen und Einzelpersonen zur Verfügung gestellt und vom Gymnasiallehrer Hermann Peter ehrenamtlich verwaltet wurden. Die Flächen ließen sich jedoch nicht kostendeckend betreiben; bis 1912 waren 17600,- Goldmark Schulden und weitere Verpflichtungen aus Privatkrediten aufgelaufen.

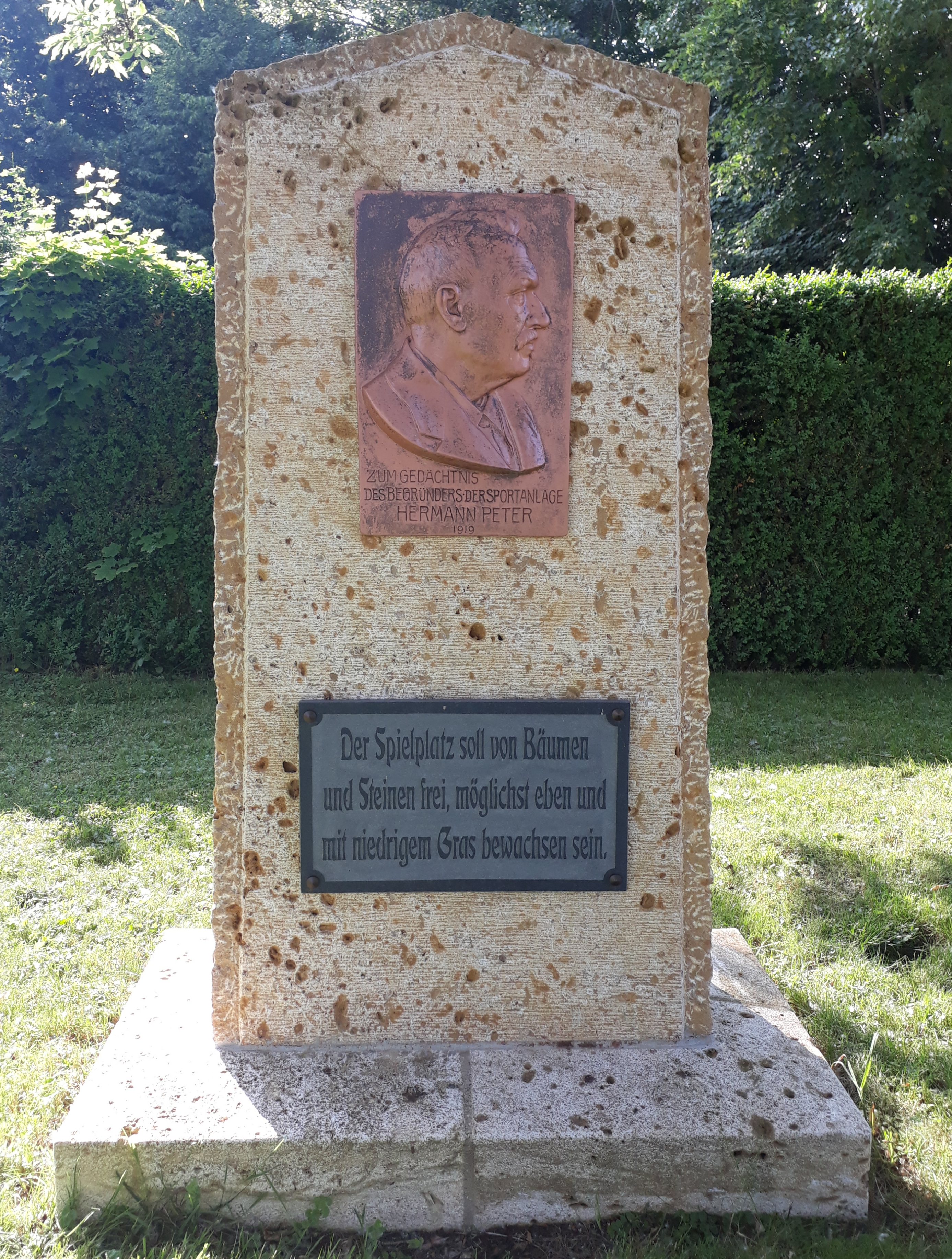
Denkmal für Hermann Peter, Gründer des Universitätssportzentrums

Ab Sommer 1913 verhandelte die Genossenschaft mit der Stadt Jena und der Jenaer Universität über einen Eigentümerwechsel, da Peter aus Altersgründen die Verwaltung abgeben wollte und die Universität ohnehin bereits seit 1895 eine eigene Sportstätte gesucht hatte. Nach längeren Verhandlungen bot die Universität an, das gesamte Gelände einschließlich Inventar und Gebäuden (unter anderem das 1903 erbaute Tennishaus und 32 befestigte Tennisplätze sowie 15 zum Teil behelfsmäßige Gebäude) für 55693,- Goldmark zu kaufen, die Anteilseigner auszuzahlen und die Vermietung der Anlagen zu organisieren. Auch die Saalefähre oberhalb des Rasenmühlenwehrs, damals eine wichtige Verbindung zu den Sportanlagen, wurde mit erworben. Am 1. April 1914 gingen diese Anlagen in das Eigentum der Universität über.
Nach dem Ersten Weltkrieg gab die Universität einige Flächen in der Oberaue südlich des heutigen Roland-Ducke-Weges für den Bau des Ernst-Abbe-Sportfelds ab. In der Sportanlage entstand ein geräumiges Funktionsgebäude; der Bau einer Sporthalle wurde jedoch wegen der ständigen Hochwassergefahr (die Beseitigung von Hochwasserschäden kostete beispielsweise 1922 165.000 Reichsmark) von der Jenaer Baubehörde nicht gestattet. 1928 verbesserte sich der Zugang zur Sportanlage mit dem Bau des Sportplatzsteges über die Saale erheblich, vor allem vom Schottviertel und Westbahnhof her. Vor Großveranstaltungen wurde zusätzlich eine hölzerne Behelfsbrücke gebaut und danach wieder entfernt.
1926 erhielt die Universität ein Grundstück in der Seidelstraße östlich der Oberaue für den Bau einer Sporthalle, Nebengebäuden und weiteren Sportplätzen, die gemeinsam mit der schon 1911 angedachten Landesturnanstalt (eine an die Universität angelehnte Einrichtung zur Ausbildung von Sportlehrern und Übungsleitern) genutzt werden sollten. Diese Anlagen (das vom Baustil her vielfach kritisierte Gebäude hieß im Volksmund „Muskelkirche“) wurden 1929 eröffnet und 1934 als Institut für Leibesübungen komplett an die Uni angegliedert. Damit verfügte – und verfügt noch heute – die Universität über zwei Sportanlagen, die in geringer Entfernung, aber räumlich getrennt liegen.

### Vom Zweiten Weltkrieg bis heute
Nach dem Zweiten Weltkrieg wurde bis zur politischen Wende in der DDR wenig in das Sportzentrum investiert. Sport-Organisation und Nutzung der Sportstätten waren in dieser Zeit staatlich reglementiert und die BSG Chemie Jena (später in einen Schott- und einen Jenapharm-Teil aufgeteilt) der Anlage als ständiger Hauptnutzer zugewiesen. Eigentümerin blieb die Universität, was besonders in den 1950er Jahren zu häufigen Spannungen zwischen ihr und den Nutzern führte. Das neue Nutzungskonzept führte zum offiziellen Namen „Gemeinschaftssportanlage Schott-Jenapharm-Universität“, umgangssprachlich „Chemiesportplatz“.

Ab 1990 wurde die zwangsweise Bindung des organisierten Sports in den neuen Bundesländern an Betriebe oder Institutionen wieder aufgehoben. Damit ergaben sich zunächst häufig finanzielle Probleme bei Betreibern und Nutzern der Sportstätten sowie unklare Zuständigkeiten für deren Pflege und Instandhaltung. Das zeigte sich beispielsweise nach den erheblichen Hochwasserschäden von 1994 an allen Sportanlagen in der Oberaue, die sich 2013 in ähnlicher Form wiederholten.

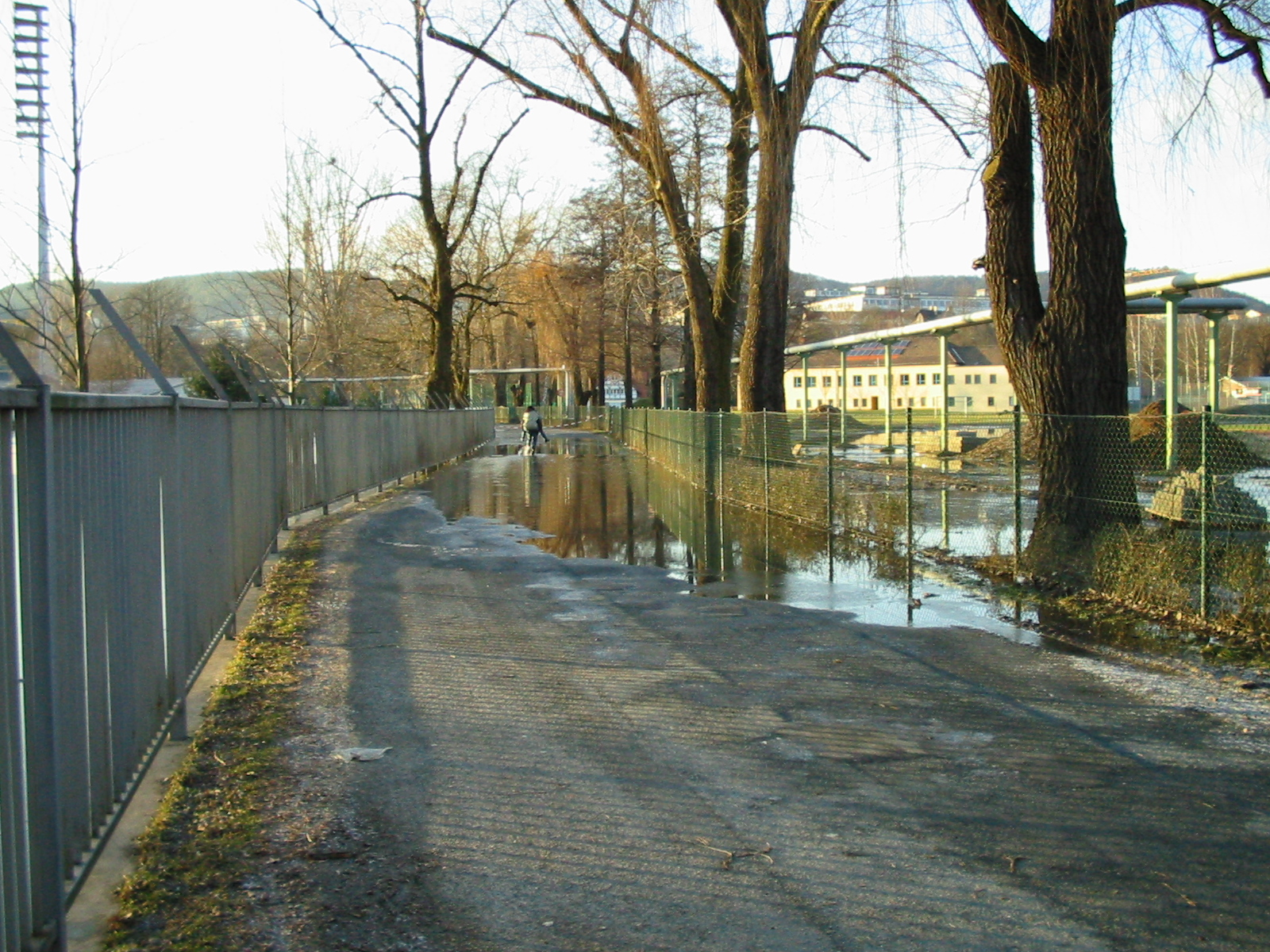
Hochwasser fließt über den Roland-Ducke-Weg vom Ernst-Abbe-Sportfeld in das Universitätssportzentrum, Januar 2003

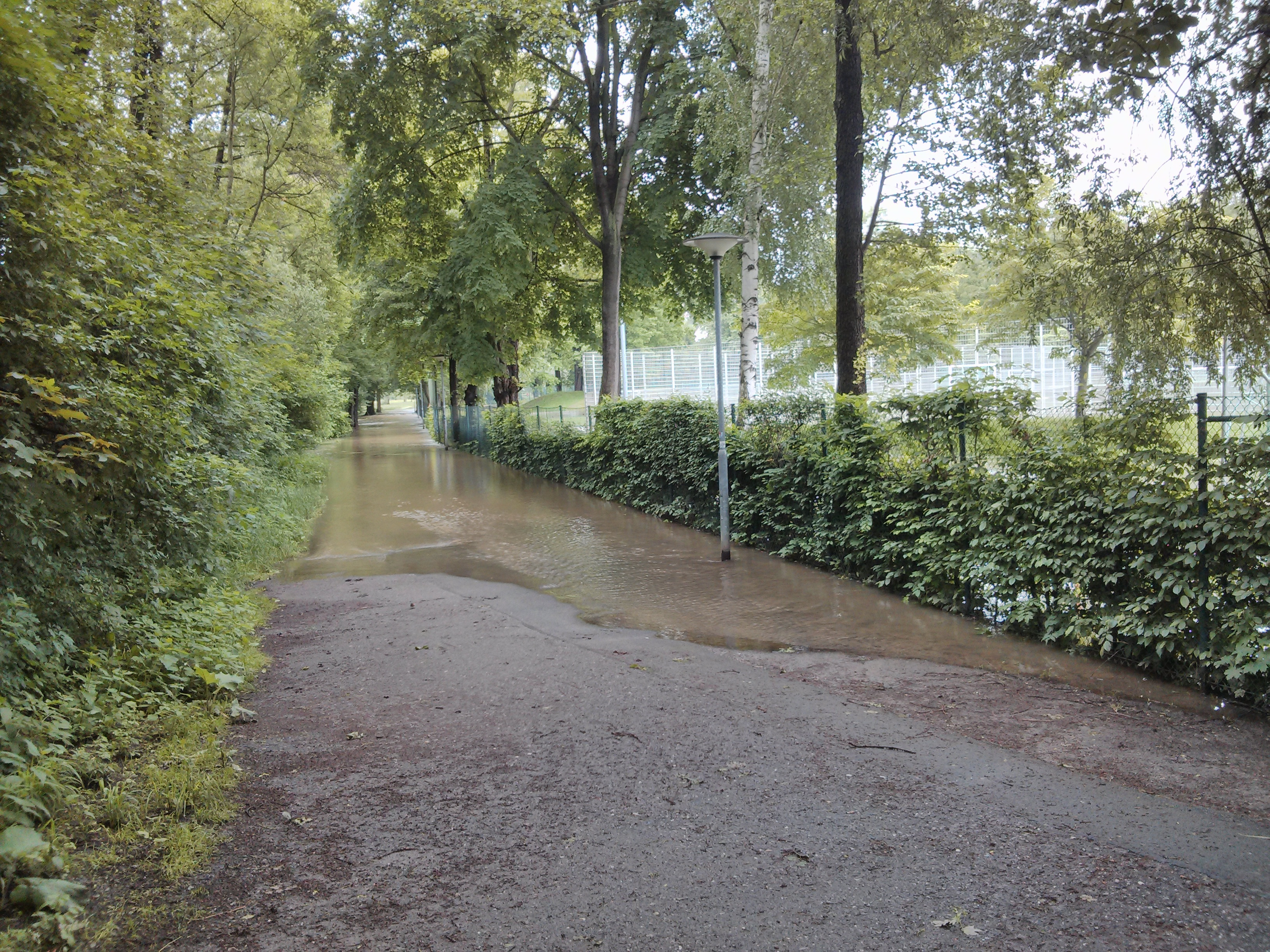
Hochwasser fließt aus dem Universitätssportzentrum (rechts) zur Saale, Juni 2013

 Darauf folgte eine hochwassergerechte Instandsetzung und Modernisierung des Sportzentrums, da auch bei geringer Ausuferung der Saale (beispielsweise im Januar 2003 und 2011) eine Überflutung nicht verhindert werden kann. Unter anderem wurden Dammeinbauten der vergangenen Jahrzehnte entfernt, um die Fließgeschwindigkeit des Wassers zu verringern. Damit sollen zukünftige Schäden so gering wie möglich gehalten werden.

## Heutige Sportanlagen im Universitätssportzentrum
- Zwei Kunstrasenplätze
- Zwei Rasenplätze
- Vier Beachvolleyballplätze
- Je eine Outdoor-Calisthenicsanlage und eine Outdoor-Crosstraininganlage der Firma Turnbar
- 400-Meter-Tartanbahn mit vier bzw. sechs Bahnen
- Streetballanlage mit drei festen und bis zu weiteren fünf mobilen Korbanlagen
- Multifunktionsfläche (Tartan)
- Zwei Tennis-Kunstrasenplätze
- 10 Tennis-Sandplätze
- Eine Multifunktions-Beach-Anlage
- Zahlreiche Rasen-Nebenflächen

Neben den Außenanlagen befinden sich auf dem Gelände ein Hauptgebäude mit der USV-Geschäftsstelle, Umkleidekabinen, Kursräumen, einem Fitnessbereich und einer Gaststätte sowie ein Dojo mit 400 m² Mattenfläche. Zur Tennisanlage gehört weiterhin ein Tennishaus mit Umkleidebereich, Sanitäranlagen, Aufenthaltsbereich und Sonnenterrasse.

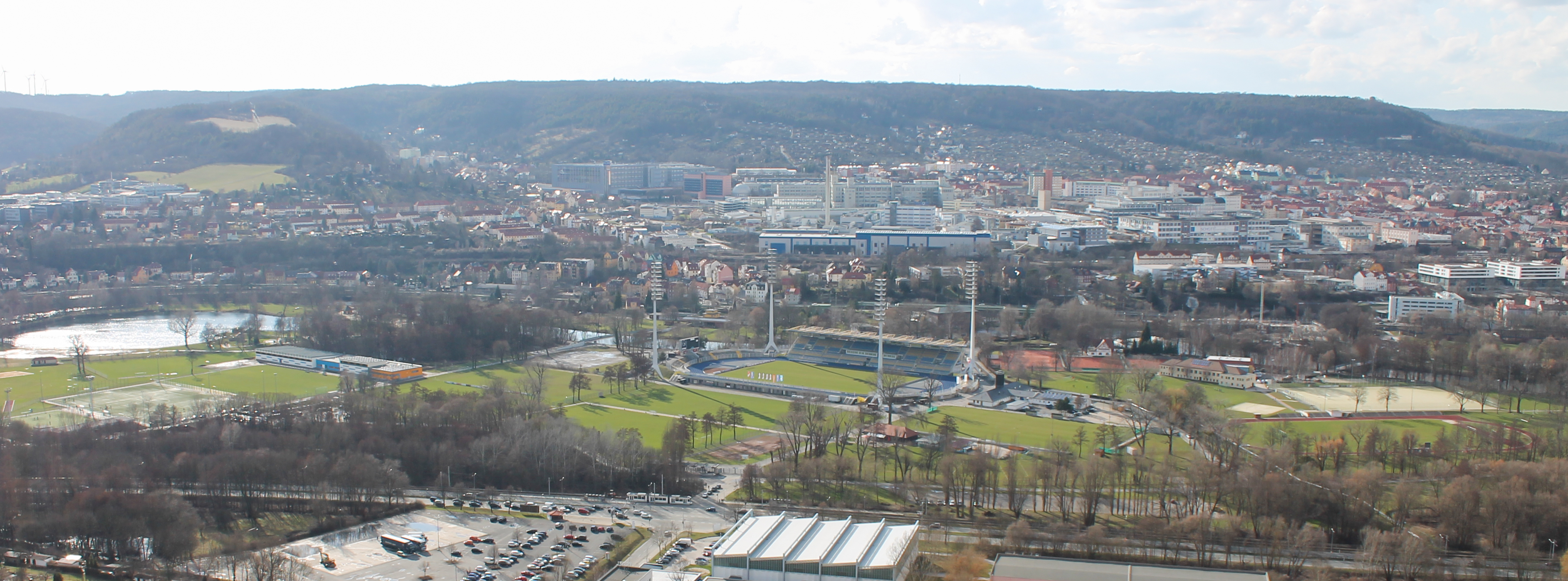
Sportanlagen in der Oberaue im Frühjahr 2013. Bildmitte von rechts nach links: Universitätssportzentrum, Ernst-Abbe-Sportfeld mit alter Flutlichtanlage, Sportkomplex Oberaue.

Die Sportanlagen stehen sowohl den Angehörigen der Universität als auch anderen Nutzern zur Verfügung. Das kombinierte Fußball- und Leichtathletik-Stadion mit 2000 Plätzen wird beispielsweise vom FF USV Jena und SV Jenapharm Jena mit genutzt.